# 그로시치 줄러
그로시치 줄러(헝가리어: Grosics Gyula, 1926년 2월 4일 ~ 2014년 6월 13일)는 헝가리의 전 골키퍼이다. 수비 뒷공간을 폭 넓게 커버하며 스위퍼 역할을 부분적으로 수행하는 스위퍼-키퍼 스타일을 탄생시킨 최초의 인물이다. 현역시절 '흑표범(헝가리어: Fekete Párduc 페케테 파르두츠[*])'이라는 별명으로 불렸다.